# Spilosoma albens
Spilosoma albens är en fjärilsart som beskrevs av Rothschild 1910. Spilosoma albens ingår i släktet Spilosoma och familjen björnspinnare. Inga underarter finns listade i Catalogue of Life.